# Liste der portugiesischen Botschafter in Griechenland
Die Liste der portugiesischen Botschafter in Griechenland listet die Botschafter der Republik Portugal in Griechenland auf. Die beiden Staaten unterhalten seit 1835 direkte diplomatische Beziehungen.
Zunächst war der portugiesische Botschafter in Paris für Griechenland zuständig, ab 1919 wurde der portugiesische Vertreter in Bukarest dort doppelakkreditiert. Seit 1946 führt Portugal eine eigene Vertretung (Legation) in der griechischen Hauptstadt Athen. Am 11. Dezember 1964 wurde die bisherige Legation zur vollen Botschaft erhoben.

## Missionschefs
| Name                                                         | Bild         | Amtszeit                              | Anmerkungen                                                                                                  |
| Griechenland                                                 | Griechenland | Griechenland                          | Griechenland                                                                                                 |
| ------------------------------------------------------------ | ------------ | ------------------------------------- | --- |
| Martinho Teixeira Homem de Brederode                         |              | 1919 –18. September 1933              | Ministro Plenipotenciário mit Amtssitz Bukarest, 1919 in Athen akkreditiert                                  |
| Justino de Montalvão Coelho                                  |              |                                       | Ministro Plenipotenciário mit Amtssitz Bukarest, wahrscheinlich 1933 akkreditiert                            |
| Fernando Quartin de Oliveira Bastos                          |              |                                       | Ministro Plenipotenciário mit Amtssitz Bukarest, wahrscheinlich 1937 akkreditiert                            |
| José Mendes de Vasconcelos Guimarães (Riba-Tamega)           |              | 19. März 1946 –2. Dezember 1946       | Ministro Plenipotenciário mit Amtssitz an der neueröffneten Legation in Athen, am 29. März 1946 akkreditiert |
| Rodrigo de Azevedo Ayres de Magalhães                        |              | 18. Januar 1947 –10. Januar 1948      | Geschäftsträger                                                                                              |
| Fernando Mário de Oliveira                                   |              | 26. Oktober 1949 –19. Juni 1951       | Geschäftsträger, am 5. November 1949 akkreditiert                                                            |
| António Leite Cruz                                           |              | 28. Juni 1951 –9. Mai 1952            | Übergangs-Geschäftsträger, am 7. Juli 1951 akkreditiert                                                      |
| Manuel Rodrigues de Almeida Coutinho                         |              | 9. Mai 1952 –26. Juli 1956            | Übergangs-Geschäftsträger                                                                                    |
| Amílcar Lino Franco                                          |              | 26. Juli 1953 –5. Juni 1954           | Geschäftsträger                                                                                              |
| Francisco de Paula Brito Júnior                              |              | 5. Juni 1954 –21. November 1960       | Ministro Plenipotenciário, am 15. Juni 1954 akkreditiert                                                     |
| José Luís da Silveira e Charters Coelho Trigueiros de Aragão |              | 21. November 1960 –21. September 1961 | Übergangs-Geschäftsträger                                                                                    |
| Aramando de Castro e Abreu                                   |              | 21. September 1961 –3. Januar 1964    | Ministro Plenipotenciário, am 29. September 1961 akkreditiert                                                |
| Alfredo Lencastre da Veiga                                   |              | 6. Januar 1964 –11. Dezember 1964     | Ministro Plenipotenciário, am 26. Februar 1964 akkreditiert                                                  |
| Alfredo Lencastre da Veiga                                   |              | 11. Dezember 1964 –5. Mai 1967        | Botschafter, am 11. Dezember 1964 akkreditiert und Legation zur Botschaft erhoben                            |
| Mário Soares de Oliveira Neves                               |              | 15. Mai 1967 –2. April 1974           | Botschafter, am 3. Juni 1967 akkreditiert                                                                    |
| Albertino dos Santos Matias                                  |              | 27. Mai 1974 –14. April 1975          | Botschafter, am 5. Juni 1974 akkreditiert                                                                    |
| Hélder de Mendonça e Cunha                                   |              | 20. April 1975 –17. November 1980     | Botschafter, am 8. Mai 1975 akkreditiert                                                                     |
| Alfredo Lencastre da Veiga                                   |              | 2. Dezember 1980 –25. April 1983      | Botschafter, am 8. Januar 1981 akkreditiert                                                                  |
| Pedro Luís Moitinho de Almeida                               |              | 27. April 1983 –9. März 1984          | Übergangs-Geschäftsträger                                                                                    |
| João Morais da Cunha Matos                                   |              | 10. März 1984 –14. Juni 1986          | Botschafter, am 22. März 1984 akkreditiert                                                                   |
| Luís Henrique Cutileiro Navega                               |              | 16. Juni 1988 –28. September 1993     | Botschafter, am 5. Juli 1988 akkreditiert                                                                    |
| Carlos Alberto Soares Simões Coelho                          |              | 5. Oktober 1993 –30. März 1999        | Botschafter, am 8. November 1993 akkreditiert                                                                |
| António Manuel Syder Santiago                                |              | 25. Februar 1999 –31. Oktober 2000    | Botschafter, am 20. April 1999 akkreditiert                                                                  |
| José Duarte da Câmara Ramalho Ortigão                        |              | 16. Januar 2001 –29. Dezember 2004    | Botschafter                                                                                                  |
| Carlos Neves Ferreira                                        |              | 18. Februar 2005 –30. Juni 2007       | Botschafter                                                                                                  |
| Joaquim José Lemos Ferreira Marques                          |              | 1. April 2012 –15. Juni 2014          | Botschafter, am 24. April 2012 akkreditiert                                                                  |
| Rui Alberto Manuppella Tereno                                |              | seit 15. Dezember 2014                | Botschafter, am 3. April 2015 akkreditiert                                                                   |